# Арлекин (фестивал)
Международният младежки медиен  „Арлекин“ е ежегоден фестивал от 2010 г., който се провежда в гр. Варна под патронажа на Министерство на образованието и науката.
Фестивалът се провежда под мотото „Светът в моите очи“ и има за цел да стимулира детската и младежка фантазия и творчество за създаване на оригинални медийни продукти със средствата на дигиталните технологии. Право на участие имат деца и младежи от 8 до 19 г.

## История
Международният фестивал „Арлекин“ е основан от  акад. Хачо Бояджиев през 2010 г. Към 2021 г. директори са д-р Росица Младенова и Юрий Дачев.
2017 г. участие вземат 813 деца от 13 държави. 2018 г. – 18 държави. В IX издание (2020 г.) участват представители на България, Италия, Бразилия, Португалия, Сърбия, Грузия, Естония, Русия и Швейцария.

## Статут

### Направления
Фестивалът има две направления:
1. майсторски класове и уъркшоп с лектори от цял свят;
2. конкурсна програма

Конкурсната програма е със следните категории:
- Кино и телевизия (игрални филми, уеб сериали[5], документални филми, репортаж, промо филми и анимация)
- Мултимедия
- Фотография
- Песенен конкурс-спектакъл „Киното – моя любов, моя песен“

По време на фестивала участниците създават песен на тема „ Светът в моите очи“, мултимедиен продукт и фотография на тема „ Фестивалът в моите очи“.

### Жури
В журито на фестивала през 2021 г. участват представители на Италия, Грузия, Израел, Македония, Сърбия и България – преподавателите от НАТФИЗ доц. Юрий Дачев (директор на фестивала), д-р Росица Младенова (директор на фестивала) и проф. д.н. Мая Димитрова.
В песенния фестивал „Киното – моя любов, моя песен“ жури са Етиен Леви и Дарияна Куманова. 

### Награди
Наградите от фестивала в различните направления са авторски статуетки „Арлекин“, дело на художника Александра Гайдова, и две Специални награди – на името на Хачо Бояджиев и на журналиста Петя Петрова.